# 八楞乡
八楞乡，是中华人民共和国甘肃省甘南藏族自治州舟曲县下辖的一个乡镇级行政单位。

## 行政区划
八楞乡下辖以下地区：
花园沟村、林家山村、斜坡村、东岔村、阴山村、阳山村、西岔村、小真庄村、列阳斯村和下半山村。